# Loch a' Chumhainn
Loch a' Chumhainn är en vik i Storbritannien.   Den ligger i kommunen Argyll and Bute och riksdelen Skottland, i den nordvästra delen av landet, 700 km nordväst om huvudstaden London. Loch a' Chumhainn ligger på ön Inner Hebrides.